# 中鳥島 (徳島県)
中鳥島（なかとりじま）は、徳島県美馬市美馬町中鳥にある吉野川の中州。

## 地理
中鳥島は、1726年（享保11年）の大洪水で南岸から切り離された吉野川河口から約58km上流に位置した約45haの川中島である。

## 歴史
当地は、天文年間（1528年-1555年）から明暦年間（1655年-1659年）まで中鳥村に、明暦年間より半田村に属した。
1934年（昭和9年）6月1日に旧半田町から旧重清村に編入され、編入当時の戸数は43戸、人口225人であった。吉野川の築堤工事が実施されるにあたり、1982年（昭和57年）に全島買収による住民移転の同意がなされ、1988年（昭和63年）から1989年（昭和64年）にかけて島内に残っていた28戸が県内外へと移住した。
島内に鎮座していた伊射奈美神社は、1992年（平成4年）10月7日に現在の場所に拝殿し、神殿を新築落成している。この際に、島内にあった中鳥城主の墓も現在の伊射奈美神社に移築された。
かつて島内に鎮座した伊射奈美神社の東側には、吉野川の氾濫に悩まされてきた島民の避難場所となっていた中鳥城本丸跡、島民が生活用水として利用した池が現在も残っている。また、旧中鳥神社境内地南側には、半田尋常高等小学校中島分教所があり、重清村への編入に際し、児童は重清村立重清西尋常高等小学校に編入していることを示す資料も残されている。

## 施設
- 伊射奈美神社原社址 - 伊射奈美神社に島外に移転。
- 中鳥城址 - 川中島に築城された珍しい城砦で、1570年（元亀元年）頃に築城。
- 半田尋常高等小学校中島分教所址。

## 交通
- 徳島自動車道「美馬インターチェンジ」から車で約10分。ただし島内に架かる橋はない。